# Jo Stevens

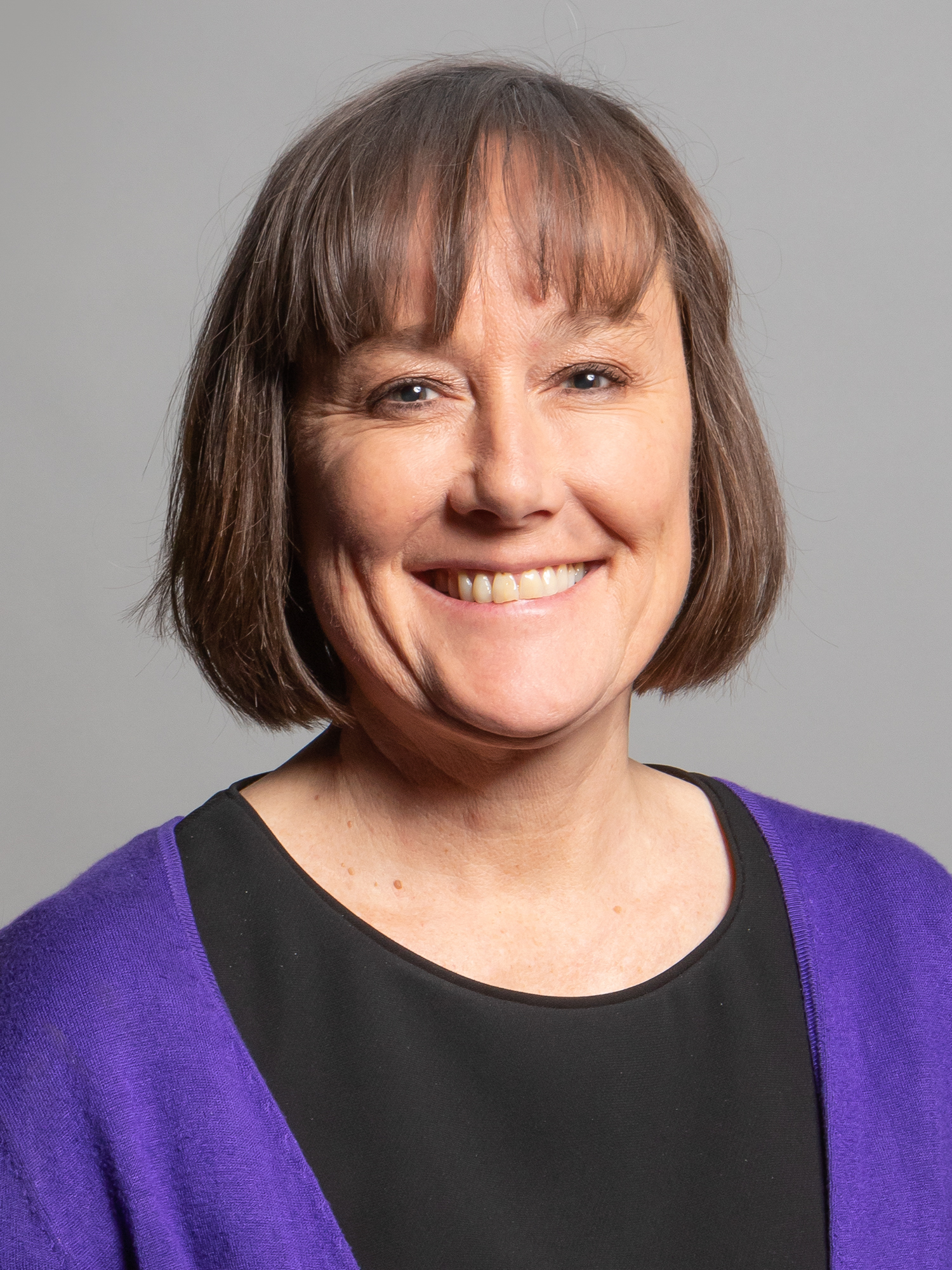
Jo Stevens (2020)

Joanna Meriel Stevens (geboren am 6. September 1966 in Swansea) ist eine britische Politikerin (Welsh Labour Party) und seit der Unterhauswahl 2014  die Abgeordnete (MP) für den Wahlkreis Cardiff Central. Stevens war seit der Umbildung des Schattenkabinetts Ende November 2021 Shadow Welsh Secretary. Seit dem 5. Juli 2024 ist Stevens Ministerin für Wales im Kabinett Starmer.

## Kindheit, Schule, Studium und Berufsausbildung
Stevens wurde in Swansea, West Glamorgan, Wales, geboren. Sie wuchs in Mold, Flintshire auf. Sie besuchte die Argoed High School und die Elfed High School.
Sie studierte Rechtswissenschaft an der Manchester University und legte 1989 das Solicitors-Examen (Solicitor's Professional Examination) an der Manchester Polytechnic ab.
Stevens arbeitete nach dem Studium als Solicitor und leitende Angestellte in der Anwaltsfirma Thompsons Solicitors.

## Tätigkeit im Unterhaus
Am 7. Mai 2015 wurde Stevens für den Wahlkreis Cardiff Central zur Unterhausabgeordneten  mit einem Vorsprung von 4.981 Stimmen vor der Kandidatin der Liberaldemokraten, der bisherigen Abgeordneten Jenny Willott gewählt.
Im Zuge von Jeremy Corbyns Umbildung des Schattenkabinetts im Januar 2016 wurde Stevens zur Shadow Solicitor General und Schattenjustizministerin ernannt. Dennoch unterstützte sie 2016 Owen Smith bei den Wahlen für den Parteivorstand. Im Oktober 2016 wurde Stevens bei der erneuten Umbildung des Schattenkabinetts zur Shadow Secretary of State for Wales ernannt. Von diesem Posten trat sie am 27. Januar 2017 zurück, weil sie im Parlament gegen die ausdrückliche Weisung der Fraktionsführung (three-line-whip) gegen den Brexit stimmen wollte.
Im März 2019 stimmte Stevens gegen die Anweisung der Fraktionsführung für einen Änderungsantrag, der von der Fraktion der Independent Group zugunsten einer zweiten Volksabstimmung eingebracht worden war.
Stevens steht der GMB-Gruppe im Unterhaus vor. Die Gruppe sorgt dafür, dass Themen, die für die GMB-Mitglieder wichtig sind, im Parlament erörtert werden.
Stevens unterstützte Keir Starmer 2020 bei der Wahl für den Parteivorstand der Labour Party. Dieser ernannte sie nach seiner Wahl zum Parteivorsitzenden zur Shadow Secretary of State for Digital, Culture, Media and Sport. Sie war damit zuständig für die Opposition gegenüber Oliver Dowden, der seit 13. Februar 2020 britischer Minister für Kultur, Digitales, Medien und Sport ist. Bei der Umbildung des Schattenkabinetts Ende November 2021 ernannte Starmer sie zur Shadow Welsh Secretary.

## Privates
Im Januar 2021 wurde Stevens wegen einer COVID-19-Erkrankung im Krankenhaus behandelt.